# Апостольский нунций в Шри-Ланке
Апостольский нунций в Демократической Социалистической Республике Шри-Ланка — дипломатический представитель Святого Престола в Шри-Ланке. Данный дипломатический пост занимает церковно-дипломатический представитель Ватикана в ранге посла. Апостольская нунциатура в Шри-Ланке была учреждена на постоянной основе 6 сентября 1975 года. Её резиденция находится в Коломбо.
В настоящее время Апостольским нунцием в Шри-Ланке является архиепископ, назначенный Папой Львом XIV.

## История
Апостольская делегатура на Цейлоне была учреждена в 1969 года, переименованная в Апостольскую делегатуру в Шри-Ланки в 1972 году.
Апостольская нунциатура в Шри-Ланки была учреждена 6 сентября 1975 года, апостольским бреве «Quantum pacis» папы римского Павла VI. 

## Апостольские нунции в Шри-Ланке

### Апостольские делегаты
- Лучано Стореро — (22 ноября 1969 — 24 декабря 1970 — назначен апостольским нунцием в Доминиканской Республике);
- Карло Курис — (14 июля 1971 — 10 февраля 1976 — назначен апостольским нунцием).

### Апостольские нунции
- Карло Курис — (10 февраля 1976 — 30 марта 1978 — назначен апостольским про-нунцием в Нигерии);
- Никола Ротунно — (13 апреля 1978 — 30 августа 1983 — назначен апостольским про-нунцием в Сирии);
- Амбросе Баттиста де Паоли — (23 сентября 1983 — 6 февраля 1988 — назначен апостольским про-нунцием в Лесото и апостольским делегатом в Южной Африке);
- Франсуа Робер Баке — (17 июня 1988 — 7 июня 1994 — назначен апостольским нунцием в Доминиканской Республике);
- Освальдо Падилья — (20 августа 1994 — 22 августа 1998 — назначен апостольским нунцием в Нигерии);
- Фома Йешенг Нан — (10 ноября 1998 — 22 апреля 2004 — назначен апостольским нунцием в Алжире и Тунисе);
- Марио Дзенари — (10 мая 2004 — 30 декабря 2008 — назначен апостольским нунцием в Сирии);
- Джозеф Спитери — (21 февраля 2009 — 1 октября 2013 — назначен апостольским нунцием в Кот-д’Ивуаре);
- Пётр Нгуен Ван Тот — (22 марта 2014 — 2 января 2020, в отставке);
- Брайан Удаигве — (13 июня 2020  — 12 апреля 2025 — назначен апостольским нунцием в Эфиопии).